# Lijn 4 (metro van Madrid)
Lijn 4 is een metrolijn in de Spaanse hoofdstad Madrid. De bruine lijn werd geopend op 17 september 1932. Lijn 4 telt 23 stations en heeft een lengte van 16 km.

## Stations
| Station               | Overstappunt | Foto * | Type                         | Geopend           | Ligging                       | Stadsdeel       |
| --------------------- | ------------ | ------ | ---------------------------- | ----------------- | ----------------------------- | --------------- |
| Pinar de Chamartín    | ML1          | 300 !  | ondiep gelegen zuilenstation | 11 april 2007     | 40° 28′ 52″ NB, 3° 39′ 59″ WL |                 |
| Manoteras             |              | 310 !  | ondiep gelegen zuilenstation | 11 april 2007     | 40° 28′ 36″ NB, 3° 39′ 46″ WL | Hortaleza       |
| Hortaleza             |              | 320 !  | ondiep gelegen zuilenstation | 11 april 2007     | 40° 28′ 30″ NB, 3° 39′ 9″ WL  | Hortaleza       |
| Parque de Santa María |              | 330 !  | ondiep gelegen zuilenstation | 11 april 2007     | 40° 28′ 36″ NB, 3° 38′ 43″ WL | Hortaleza       |
| San Lorenzo           |              | 340 !  | kuip                         | 15 december 1998  | 40° 28′ 28″ NB, 3° 38′ 22″ WL | Hortaleza       |
| Mar de Cristal        | 08           | 900 !  | ondiep gelegen zuilenstation | 27 april 1998     | 40° 28′ 9″ NB, 3° 38′ 21″ WL  | Hortaleza       |
| Canillas              |              | 910 !  | ondiep gelegen zuilenstation | 27 april 1998     | 40° 27′ 50″ NB, 3° 38′ 8″ WL  | Hortaleza       |
| Esperanza             |              | 930 !  | ondiep gelegen zuilenstation | 4 januari 1979    | 40° 27′ 34″ NB, 3° 38′ 44″ WL | Hortaleza       |
| Arturo Soria          |              | 940 !  | enkelgewelfdstation          | 4 januari 1979    | 40° 27′ 21″ NB, 3° 39′ 22″ WL | Ciudad Lineal   |
| Avenida de la Paz     |              | 950 !  | kuip                         | 4 januari 1979    | 40° 27′ 12″ NB, 3° 39′ 45″ WL | Ciudad Lineal   |
| Alfonso XIII          |              | 960 !  | enkelgewelfdstation          | 26 maart 1973     | 40° 26′ 54″ NB, 3° 40′ 4″ WL  | Chamartin       |
| Prosperidad           |              | 970 !  | enkelgewelfdstation          | 26 maart 1973     | 40° 26′ 38″ NB, 3° 40′ 28″ WL | Chamartin       |
| Avenida de América    | 06 09        | 1040 ! | enkelgewelfdstation          | 26 maart 1973     | 40° 26′ 19″ NB, 3° 40′ 31″ WL | Chamartin       |
| Diego de León         | 05 06        | 1200 ! | enkelgewelfdstation          | 17 september 1932 | 40° 26′ 5″ NB, 3° 40′ 29″ WL  | Salamanca       |
| Lista                 |              | 1220 ! | enkelgewelfdstation          | 17 september 1932 | 40° 25′ 45″ NB, 3° 40′ 32″ WL | Salamanca       |
| Goya                  | 02           | 1230 ! | enkelgewelfdstation          | 11 juni 1924      | 40° 25′ 28″ NB, 3° 40′ 32″ WL | Salamanca       |
| Velázquez             |              | 1235 ! | enkelgewelfdstation          | 23 maart 1944     | 40° 25′ 30″ NB, 3° 40′ 59″ WL | Salamanca       |
| Serrano               |              | 1240 ! | enkelgewelfdstation          | 23 maart 1944     | 40° 25′ 31″ NB, 3° 41′ 12″ WL | Salamanca       |
| Colón                 |              | 1250 ! | enkelgewelfdstation          | 23 maart 1944     | 40° 25′ 31″ NB, 3° 41′ 28″ WL | Centro          |
| Alonso Martínez       | 05 10        | 1270 ! | enkelgewelfdstation          | 23 maart 1944     | 40° 25′ 39″ NB, 3° 41′ 45″ WL | Centro          |
| Bilbao                | 01           | 1290 ! | enkelgewelfdstation          | 17 oktober 1919   | 40° 25′ 45″ NB, 3° 42′ 8″ WL  |                 |
| San Bernardo          | 02           | 1330 ! | enkelgewelfdstation          | 21 oktober 1925   | 40° 25′ 49″ NB, 3° 42′ 21″ WL | Chamberi        |
| Argüelles             | 03 06        | 1350 ! | enkelgewelfdstation          | 15 juli 1941      | 40° 25′ 50″ NB, 3° 42′ 58″ WL | Moncloa-Aravaca |

- De sorteerwaarde van de foto is de ligging langs de lijn